# Máthé Imre (botanikus)

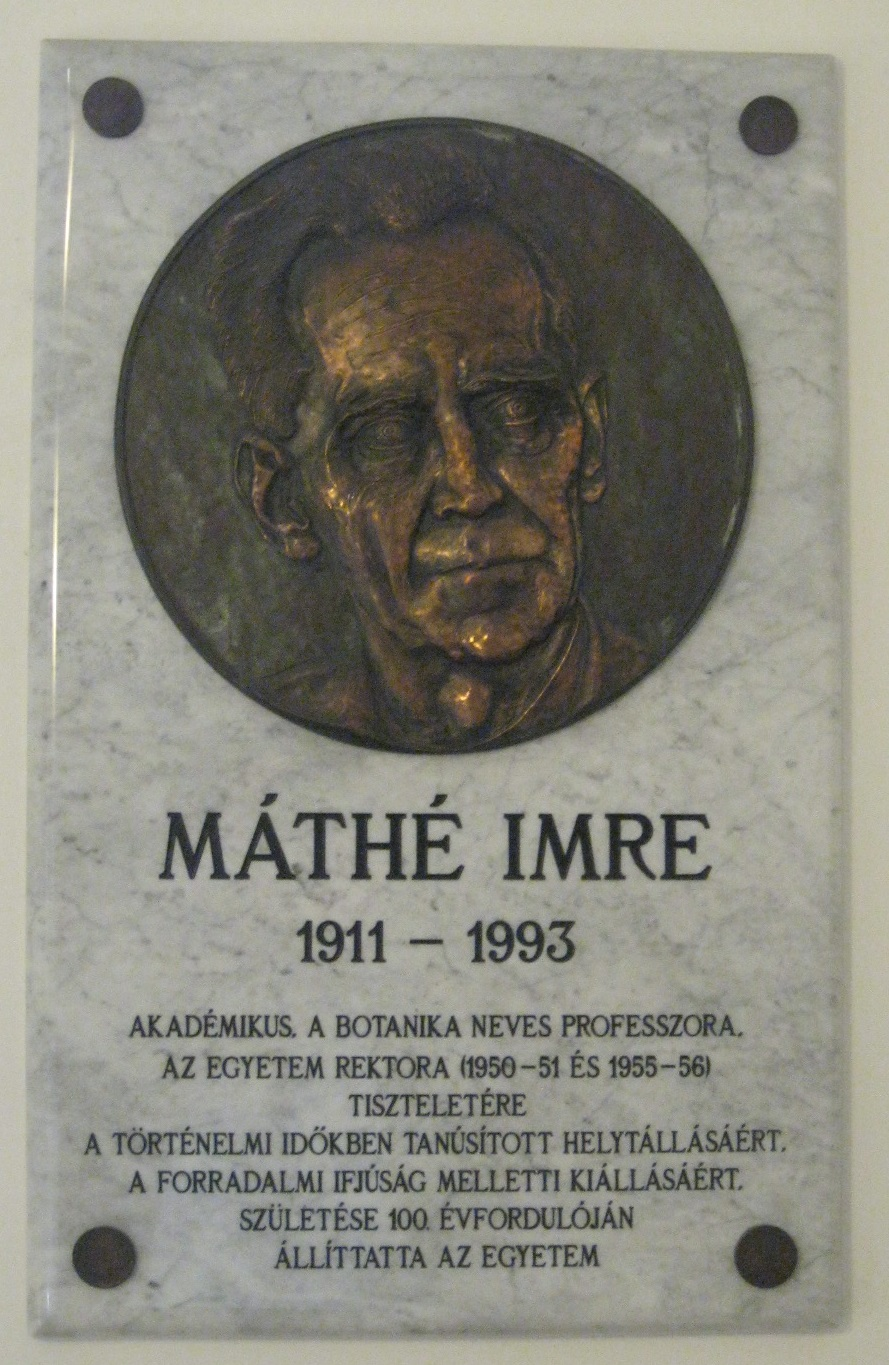
Emléktáblája Gödöllőn

Id. Máthé Imre (Debrecen, 1911. január 21. – Budapest, 1993. május 2.) botanikus, agrobotanikus. Florisztikai kutatásai mellett számottevő eredményeket ért el a növényökológiában és a gyógynövények hatóanyag-vizsgálatában. 1954-től a Magyar Tudományos Akadémia tagja volt. Ifj. Máthé Imre (1942) növénykémikus, növényökológus és Máthé Ákos (1947) botanikus apja.

## Élete
1934-ben szerzett tanári diplomát a debreceni Tisza István Tudományegyetem Kertészeti Karán, doktori címét is ott szerezte. Diplomázása után a kar növénytani tanszékén előbb díjtalan gyakornok, majd Soó Rezső tanársegédje, később adjunktusa lett. Soó irányítása alatt tevékenyen részt vett a fejlesztés alatt álló Egyetemi Botanikus Kert szabadföldi és növényházi kultúráinak kialakításában. Egy időben az egyetem növénytani intézetének önálló vezetője volt, emellett a Bölcsészettudományi Kar Növénytani Intézetének vezetését is ellátta. 1940-ben egyetemi magántanári kinevezést kapott, 1941–1944 között a növénytani tanszék vezetője lett. Az 1940-es években Debrecen mellett oktatott a keszthelyi Georgikonban és a kolozsvári Mezőgazdasági Főiskolán is, tanszékvezető főiskolai tanárként.
1945-től 1957-ig az akkor még budapesti Magyar Agrártudományi Egyetemen nyilvános rendes tanárként oktatott; 1950-51, illetve 1955-57 között az egyetem rektora is volt. 1956-os forradalmi szerepvállalása miatt – többek közt megszervezte az egyetem forradalmi bizottságát, illetve jóváhagyta 16 rákosista beállítottságú dolgozó kitiltását az intézmény területéről – azonban fegyelmi eljárás indult ellene; ezt követően a Gyógynövénykutató Intézethez került, ahol 1964-ig dolgozott; később pedig az MTA vácrátóti Botanikai Kutatóintézetének tanácsadójaként tevékenykedett.
Oktatói tevékenységei közül kiemelkedik, hogy bevezette a növényökológia oktatását, továbbá az ő kezdeményezésére és irányításával létesült a növénytani tanszék saját botanikus kertje a ma a Budai Arborétumhoz tartozó 500 négyszögöles területen, ahol többek között Máthé is végzett agrobotanikai kísérleteket (pl. a szárazságtűrő rizs nemesítésekor). Meghatározó szerepe volt az egyetem Gödöllőre való költöztetésében is.

## Munkássága

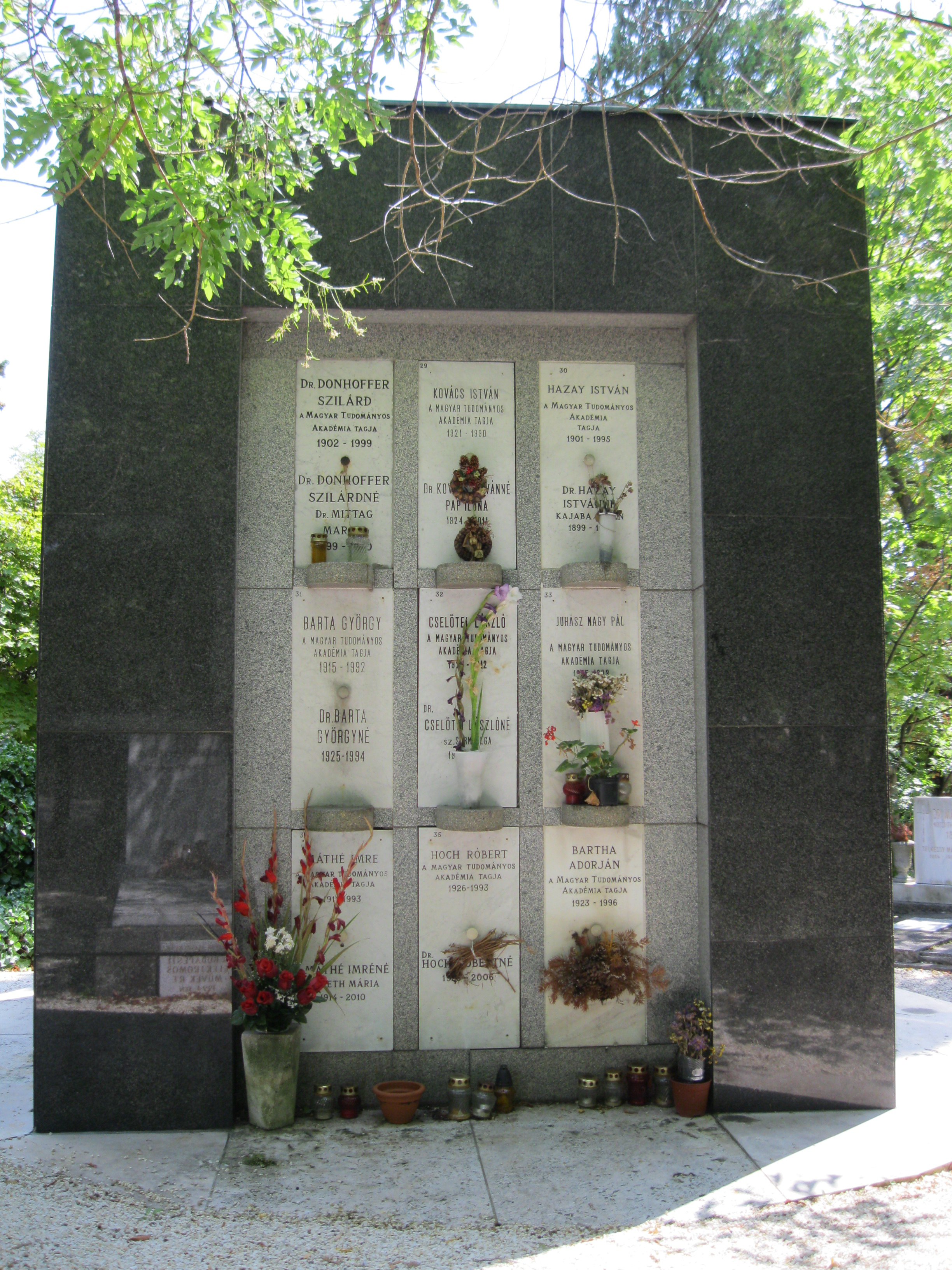
A Farkasréti temető Urnaháza. Itt található Máthé Imre urnafülkéje is.

Jelentős florisztikai kutatásokat végzett, gyűjtéseivel hozzájárult az Alföld, Erdély és az Északi-középhegység vegetációtérképezéséhez. Ő végezte el az első magyarországi természetvédelmi terület, a Bátorligeti-láp botanikai felmérését. Számottevő eredményeket ért el a növénytársulástanban (réttipológiai vizsgálatok), a növényökológiában (a növényi produkció és fejlődés kutatása) és a növénykémiában (növényihatóanyag-vizsgálatok). Jelentős agrobotanikai eredményei közé tartozik több vadon élő növényfaj honosítása, fűtársítási vizsgálatai és a szárazságtűrő rizs kinemesítése. A Magyarország kultúrflórája című agrobotanikai kiadványsorozat 15–50. kötetének megjelenése alatt a sorozat szerkesztőbizottságának elnöke volt. Orvosbotanikai kutatásai eredményeként a hazai gyógynövénykincs hatóanyag-változékonyságának vizsgálatával és növényföldrajzi feltérképezésével ért el jelentős eredményeket.
Tudományos eredményei elismeréseként 1954-ben a Magyar Tudományos Akadémia levelező, 1970-ben rendes tagjává választotta. 1951-ben Népköztársasági Érdemrend kormánykitüntetésben, 1955-ben Kossuth-díjban részesült.

## Főbb művei
- A hortobágyi Ohat-erdő vegetációja, Pécs, 1933
- A szarvaskerepről (Lotus corniculatus L.), különös tekintettel társulási és társítási viszonyaira, Budapest, 1953
- A rétek és legelők, valamint a gyepszakaszok botanikai problémái, Budapest, 1954
- Vegetációtanulmányok a nógrádi flórajárás területén, különös tekintettel rétjeinek, legelőinek ökológiai viszonyaira, Budapest, 1956
- Vadontermő gyógynövényeink elterjedési (arealgeografiai) viszonyai, Budapest, 1958
- A kamilla Matricaria chamomilla L. magyarországi termőhelyei, Budapest, 1960
- Réttipológiai tanulmányok a Mátra fennsíkján, Budapest, 1960 [Kovács Margittal]
- A gyöngyösi Sárhegy vegetációja, Budapest, 1962 [Kovács Margittal]

## Emlékezete
- Az Egymásért vagyunk című, 2020-ban megjelent tudománytörténeti összeállításban munkásságára történő visszatekintés jelenik meg.[2]